# 阿沃湖
53°30′39″N 13°01′35″E / 53.51077°N 13.02647°E
阿沃湖（德語：Aver See），是德國的湖泊，位於該國東北部，由梅克倫堡-前波美拉尼亞州負責管轄，處於梅克倫堡湖區縣，長0.37公里、寬0.19公里，面積0.06平方公里，海拔高度48米。